# Comboios de Portugal
Comboios de Portugal, E.P.E. (sigla CP) è l'azienda pubblica con sede a Lisbona che gestisce i servizi ferroviari del Portogallo. Nacque in seguito al Decreto Legge n. 137-A del 5 giugno 2009 in seguito allo scorporo della precedente Caminhos de Ferro Portugueses in Rede Ferroviária Nacional per la gestione dell'infrastruttura e Comboios de Portugal, E. P. E. per l'esercizio.

## Storia

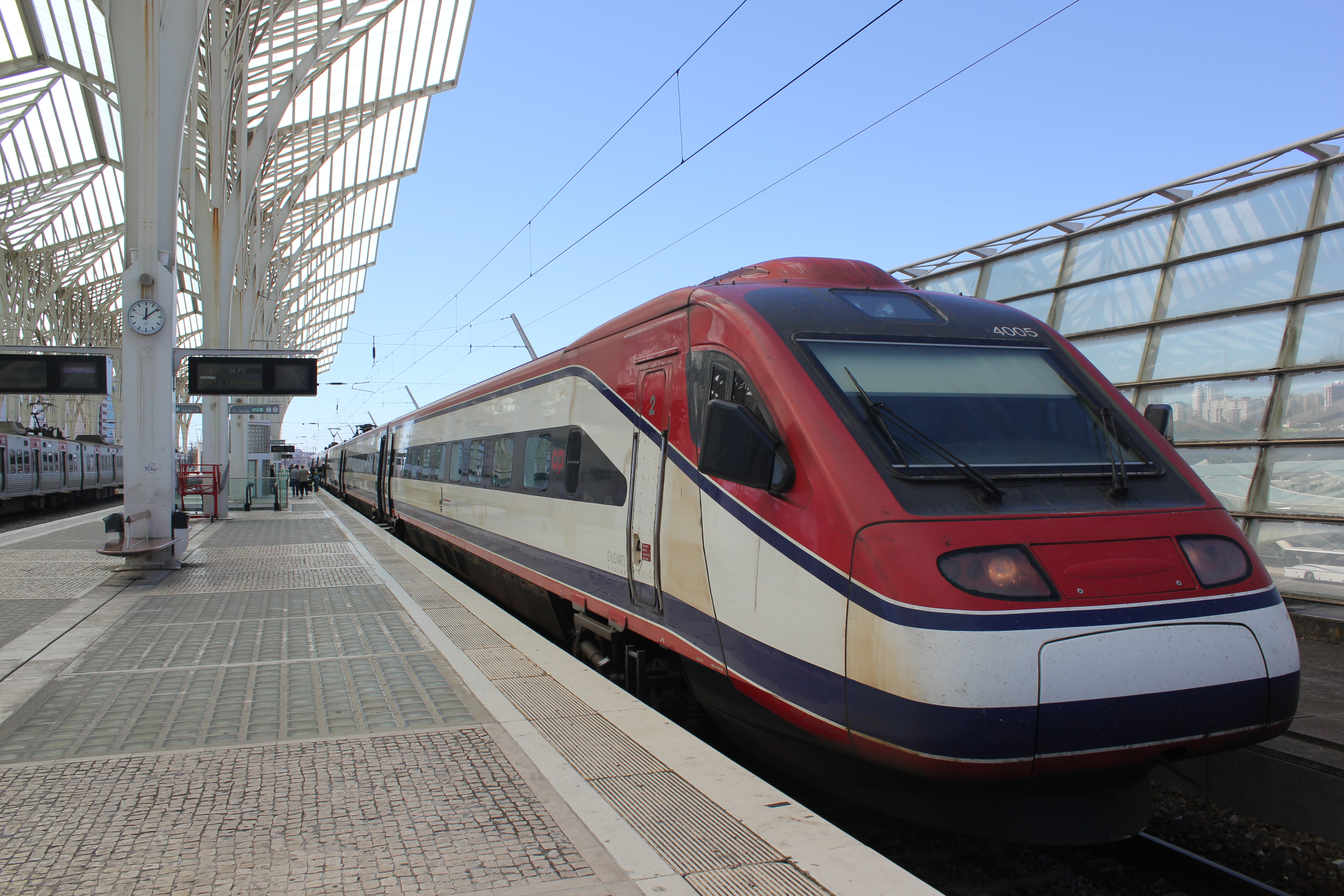
Treno CP nella stazione di Lisbona Oriente

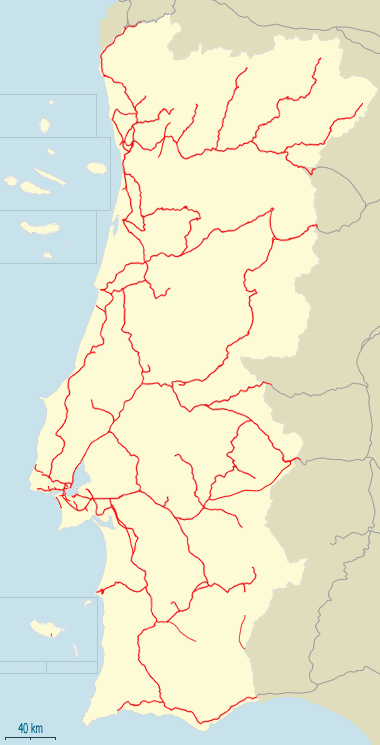
La rete su cui opera la CP

### Prodromi
Il 28 ottobre 1856 fu inaugurata la prima tratta ferroviaria portoghese fra Lisbona e Carregado; la Companhia Central Peninsular dos Caminhos de Ferro de Portugal che era nata per costruire tutta una serie di ferrovie andò però in fallimento e dovette essere sostituita.
Il governo portoghese, il 30 luglio 1859, concluse le trattative con José de Salamanca y Mayol per la costituzione della Companhia Real dos Caminhos de Ferro Portugueses, con lo scopo di collegare la ferrovia del Nord con la ferrovia dell'Est; gli statuti della nuova società vennero approvati il 22 dicembre mentre la costituzione della stessa fu completata l'11 maggio 1860 e ufficializzata il 20 giugno.
A cura della "privata" Companhia Real dos Caminhos de Ferro Portugueses altre linee e tratte seguirono successivamente.
Dal 5 ottobre 1910, in conseguenza della proclamazione della Repubblica, la Companhia perse l'attribuzione "Real" divenendo semplicemente Companhia dos Caminhos de Ferro Portugueses.
Nel 1975, in seguito alla Rivoluzione dei garofani la società venne nazionalizzata divenendo Caminhos de Ferro Portugueses.

### Nascita dell'Ente pubblico economico
Un'ulteriore trasformazione avvenne nel 2009 quando vennero divise operativamente l'infrastruttura dall'esercizio; per la gestione della rete ferroviaria venne fondata la "REFER", mentre la gestione dell'esercizio venne affidata ad un Ente pubblico economico denominato Comboios de Portugal.

## Esercizio e servizi
Comboios de Portugal trasportava, nel 2014, circa 110 milioni di passeggeri e 9,3 milioni di tonnellate di merci.
Il fiore all'occhiello della compagnia è considerato l'Alfa Pendular che serve la linea Braga-Porto-Lisbona-Faro alla velocità massima di circa 220 km/h utilizzando in maggior parte materiale rotabile di produzione Fiat/Alstom di tipo a cassa oscillante.
Per effettuare i servizi la CP utilizza un complesso di linee di 2.791 km, di cui 188 a scartamento ridotto e 2.603 a normale; l'elettrificazione è in maggior parte a 25 kV 50 hz. Nel 1949 l'estensione della rete arrivava a 3.592 km ma negli ultimi decenni molte linee sono state accorciate o dismesse.
Come molte altre aziende ferroviarie europee, anche la gestione della CP è divisa in settori specifici, per tipologia di traffico o per zona geografica di appartenenza;
- CP Carga (trasporto merci)
- CP Gestão de Frota (gestione del materiale rotabile)
- CP Alta Velocidade (alta velocità)
- CP Regional
- CP Urbanos do Porto
- CP Urbanos de Lisboa
- CP Longo Curso

CP detiene la gestione delle imprese seguenti:
- EMEF
- FERNAVE
- ECOSAÚDE
- SAROS

## Linee sulle quali espleta servizi
- Ferrovia del Minho
- Ferrovia di Braga
- Ferrovia di Guimarães
- Ferrovia del Duero
- Ferrovia del Tua (Metro de Mirandela)
- Ferrovia del Nord
- Ferrovia del Vouga
- Ferrovia della Beira Alta
- Ferrovia di Alfarelos
- Ferrovia dell'Ovest
- Ferrovia di Tomar
- Ferrovia di Lousã
- Ferrovia dell'Est
- Ferrovia della Beira Bassa
- Linea di cintura (Lisbona)
- Ferrovia di Sintra
- Ferrovia di Cascais
- Ferrovia dell'Alentejo
- Ferrovia di Évora
- Ferrovia del Sud
- Ferrovia dell'Algarve

## Linee dismesse, sospese o sulle quali è soppresso il servizio viaggiatori
- Ferrovia del Tâmega
- Ferrovia di Leixões
- Ferrovia da Porto a Póvoa e Famalicão
- Ferrovia del Dão
- Ferrovia di Montijo
- Ferrovia di Seixal
- Ferrovia di Neves Corvo
- Ferrovia di Cáceres
- Ferrovia di Mora
- Ferrovia di Montemor
- Ferrovia di Reguengos
- Ferrovia di Vila Viçosa
- Ferrovia di Moura
- Ferrovia di Aljustrel
- Ferrovia di Sines